# منیره برادران
منیره برادران خسروشاهی (زادهٔ ۱۳۳۳ در تبریز) فعال حقوق زنان، مبارز و زندانی سیاسی سابق ایرانی است.
او پس از مهاجرت کتاب حقیقت ساده را منتشر کرد که در مورد سال های زندان است.

## زندگی و فعالیت‌ها
منیره برادران زاده ۱۳۳۳ در تبریز است. در تهران به مدرسه رفت و فارغ‌التحصیل رشتهٔ جامعه‌شناسی در دانشگاه تهران است. وی تحصیلاتش را در دانشگاه هانوفر آلمان ادامه داد. او در جریان اعدام دسته‌جمعی زندانیان عقیدتی-سیاسی ایران در تابستان ۱۳۶۷ در زندان اوین به‌سر می‌برد.

### بازداشت
او نخستین بار در تیرماه ۱۳۵۷ بازداشت و در آذر همین سال از زندان آزاد شد. او پس از انقلاب ۱۳۵۷ در سال ۱۳۶۰ به‌همراه بردار و همسر برادرش دستگیر شد. برادر وی ۴۰ روز بعد اعدام شد. اما منیره ۹ سال در زندان ماند و در سال ۱۳۶۹ از زندان آزاد شد. او از شاهدان عینی کشتار ۶۷ است و کتابی نیز منتشر کرده‌است. او دربارهٔ اعدام‌ها گفته‌است:
من صدای اعدام برادرم را شنیدم. ما آن صداها را می‌شنیدیم، درست پشت بند ما، من در ۲۴۰ بودم، جایی خیلی نزدیک به بند ما اعدام‌ها صورت می‌گرفت. صدای رگبار را می‌شنیدیم، آن صداها همیشه در من هست، مثل ریزش کوهی از آهن  و بعد تک‌تیرها را می‌شنیدیم و با شمردن آنها می‌فهمیدیم یا حدس می‌زدیم که چند نفر را در یک شب اعدام کرده‌اند.»
- «زخم جنایات دهه ۶۰ همچنان باز است و خانواده‌ها پاسخی برای پرسش‌های خود دریافت نکرده‌اند. حاکمیت با تخریب گورها می‌خواهد آثار جنایت‌های خود را پاک کند ولی می‌دانیم، تجربه تاریخی هم نشان داده که جنایت، پاک شدنی نیست. ما بی‌شمار شاهد داریم و شهادت می‌دهیم.